# New Orleans Buccaneers
New Orleans Buccaneers fue un equipo de baloncesto estadounidense que compitió en la desaparecida Liga ABA. Originalmente tuvieron su sede  en Nueva Orleans, Luisiana, con el nombre de Buccaneers, donde disputaron 3 temporadas. En 1970 se trasladaron a Memphis, Tennessee cambiando su nombre por el de Memphis Pros, y posteriormente Memphis Tams para acabar siendo los Memphis Sounds. El equipo desapareció en 1975.

## Historia

### Nueva Orleans
El equipo se creó el 2 de febrero de 1967, por medio de siete inversores, entre los que se encontraba Morton Downey, Jr. Para su temporada del debut se hicieron con los servicios del hasta entonces entrenador de la Universidad Estatal de Misisipi, Babe McCarthy, y con jugadores como Doug Moe o Larry Brown. Ese año consiguieron llegar a la Final, tras haber liderado la Conferencia Oeste, donde fueron derrotados en el séptimo y definitivo partido por los Pittsburgh Pipers.
En su segunda temporada acabaron segundos de su conferencia, con 46 partidos ganados y 32 perdidos. En los play-offs derrotaron en semifinales de conferencia a Dallas Chaparrals, cayendo contundentemente en la final ante Oakland Oaks por 4-0. En 1969 cambiaron de pabellón, trasladándose al Tulane Gym. Acabaron la fase regular con el mismo número de victorias y derrotas, pero no lograron clasificarse para los playoffs dada la alta competencia que había en la Conferencia Oeste, donde acabaron en el quinto y último lugar.
Tras atravesar problemas económicos, el equipo fue finalmente vendido a nuevos propietarios que trasladaron la franquicia a Memphis, convirtiéndose en los Memphis Pros.

### Memphis
En su primer año en Memphis, y tras cambiar casi por completo la plantilla, lograron acabar terceros de la Conferencia Este, clasificándose para los playoffs, donde perdieron en primera ronda ante Indiana Pacers por 4-0. Al año siguiente disputaron en la pretemporada un partido amistoso el 6 de octubre de 1971 ante los Boston Celtics, que en aquellos años dominaba la NBA, perdiendo 115-94. Ya en su competición, únicamente lograron ganar 26 partidos, no logrando llegar a la fase final del campeonato.
Al año siguiente, el equipo cambiaría de nombre, pasando a denominares Memphis Tams. El cambio no les dio buen resultado, ya que las dos temporadas que jugaron con esa denominación acabaron últimos de su conferencia, sin conseguir alcanzar en ningún caso los playoffs.
En 1974 de nuevo cambiaron de denominación, pasando a ser los Memphis Sounds, pero la trayectoria del equipo en la liga fue similar, consiguiendo sólo 27 victorias, aunque en esta ocasión le valieron para acudir a los playoffs, donde fueron derrotados en la primera ronda por Kentucky Colonels, con un marcador de 4-1.
Al año siguiente el equipo se trasladaría a Baltimore, donde pasarían a convertirse en los Baltimore Claws, pero debido a problemas económicos, el equipo desapareció tras disputar apenas 3 partidos de pretemporada.

## Trayectoria en la ABA
| Temporada | Nombre del equipo      | Balance | Temp. Regular      | Play-offs                 |
| --------- | ---------------------- | ------- | ------------------ | ------------------------- |
| 1967-68   | New Orleans Buccaneers | 48-30   | 1.º División Oeste | Subcampeón de la ABA      |
| 1968-69   | New Orleans Buccaneers | 46-32   | 2.º División Oeste | Pierde en final del Oeste |
| 1969-70   | New Orleans Buccaneers | 42-42   | 5.º División Oeste |                           |
| 1970-71   | Memphis Pros           | 26-58   | 3.º División Oeste | Pierde en semis del Oeste |
| 1971-72   | Memphis Pros           | 41-43   | 5.º División Oeste |                           |
| 1972-73   | Memphis Tams           | 24-60   | 5.º División Este  |                           |
| 1973-74   | Memphis Tams           | 21-63   | 5.º División Este  |                           |
| 1974-75   | Memphis Sounds         | 27-57   | 4.º División Este  | Pierde en semis del Este  |